# Regione di Brakna
La regione di Brakna (in arabo: ولاية البراكنة) è una regione (wilaya) della Mauritania con capitale Aleg.
La regione è suddivisa in 5 dipartimenti (moughataas):
- Aleg
- Bababé
- Boghé
- M'Bagne
- Maghta-Lahjar